# Saint-Santin-Cantalès
Saint-Santin-Cantalès es una población y comuna francesa, situada en la región de Auvernia, departamento de Cantal, en el distrito de Aurillac y cantón de Laroquebrou.

## Demografía
| 533 | 486 | 374 | 344 | 302 | 316 |
| Para los censos de 1962 a 1999 la población legal corresponde a la población sin duplicidades (Fuente: INSEE [Consultar]) |     |     |     |     |     |